# Anna Hasselborg
Anna Hasselborg (Stockholm, 5 mei 1989) is een Zweeds olympisch kampioen curling.

## Carrière
Hasselborg maakte haar internationale debuut in 2008 tijdens het Europees kampioenschap curling gemengd. Een jaar later eindigde ze als skip van het Zweedse team met een bronzen medaille. Tijdens het wereldkampioenschap junioren in 2010 wist het team een eindscore van 8-3 tegen de Canadese Rachel Homan neer te zetten.
Hasselborgs team werd geselecteerd voor curling op de Olympische Winterspelen 2018 in Pyeongchang. Zij wonnen goud in de finale tegen Zuid-Korea. Vier jaar later behaalde ze de bronzen medaille.

## Palmares
Olympische Winterspelen
- 2018:  Pyeongchang, Zuid-Korea
- 2022:  Peking, China

Wereldkampioenschap
- 2018:  North Bay, Canada
- 2019:  Silkeborg, Denemarken

Europees kampioenschap
- 2018:  Tallinn, Estland
- 2019:  Helsingborg, Zweden
- 2016:  Renfrewshire, Schotland
- 2017:  Sankt Gallen, Zwitserland
- 2021:  Lillehammer, Noorwegen
- 2024:  Lohja, Finland